# Tollensprijs
De Tollensprijs is een vijfjaarlijkse prijs bedoeld om een vooraanstaand letterkundige te eren. De prijs wordt toegekend voor een oeuvre dat naar het oordeel van de jury in de vijf voorafgaande jaren de hoogste literaire waarde bezat. Vanwege corona is de toekenning in 2020 uitgesteld. Op 3 september 2022 is die prijs aan Ellen Deckwitz toegekend..
De prijs, in 1902 ingesteld door het bestuur van het Tollensfonds, werd aanvankelijk 'gratificatie' genoemd en heet sinds 1925 de Tollensprijs. Hij is vernoemd naar de dichter Hendrik Tollens (1780-1856).

## Gelauwerden
- 2022 - Ellen Deckwitz
- 2015 - Hans Dorrestijn
- 2010 - Paulien Cornelisse
- 2005 - Jules Deelder
- 2000 - Heinz Hermann Polzer (Drs. P)
- 1992 - Marten Toonder
- 1988 - Koos Schuur
- 1983 - Belcampo
- 1978 - Michel van der Plas
- 1973 - Anton Koolhaas
- 1968 - F.C. Terborgh
- 1963 - Ina Boudier-Bakker
- 1958 - Maria Dermoût
- 1953 - Bertus Aafjes
- 1948 - H.W.J.M. Keuls
- 1943 - J.W.F. Werumeus Buning
- 1938 - Herman de Man
- 1933 - Arthur van Schendel
- 1928 - R. van Genderen Stort
- 1923 - Louis Couperus
- 1918 - Willem Kloos
- 1918 - Jacobus van Looy
- 1913 - P.C. Boutens
- 1913 - Lodewijk van Deyssel
- 1908 - Carel Scharten en Margo Scharten-Antink
- 1903 - Gerard van Hulzen